# Сагірі
Сагірі (Sagiri, яп. 狭霧) — ескадрений міноносець Імперського флоту Японії, який брав участь у Другій світовій війні.
Корабель, який став шістнадцятим серед есмінців типу «Фубукі», спорудили у 1931 році на верфі Uraga Dock.
На момент вступу Японії до Другої світової війни «Сагірі» належав до 20-ї дивізії ескадрених міноносців, яка 26 листопада 1941-го прибула з Японії до порту Самах (острів Хайнань). Втім, на Хайнані «Сагірі» відділили від трьох інших есмінців підрозділу та придали для охорони важкого крейсера «Тьокай», на якому перебував командувач операції на малайському напрямку. 4 грудня «Тьокай» та «Сагірі» вийшли з Самаху, забезпечуючи дистанційне прикриття проходження Першого Малайського конвою, який у ніч проти 8 грудня (тобто одночасно з нападом на Перл-Гарбор — але по іншу сторону лінії зміни дат) висадив десант на півострів Малакка. 10 грудня японська авіація потопила два британські лінкори, які вважались головною загрозою для малайської операції, після чого «Тьокай» 11 грудня прибув до бухти Камрань (центральна частина узбережжя В'єтнаму).
13 грудня 1941-го «Сагірі» та ще один есмінець вийшли з Камрані для супроводу важких крейсерів «Кумано» та «Судзуя», що мали забезпечувати дистанційне прикриття десанту до Мірі (центр нафтовидобутку на північно-західному узбережжі острова Борнео). Висадка тут відбулася в ніч проти 16 грудня та не зустріла особливого спротиву.
За цим загін «Сагірі» й далі перебував у морі, а через кілька діб узявся за прикриття операції в Кучинзі (ще один центр нафтовидобутку Борнео за п'ять сотень кілометрів на південний захід по узбережжю від Мірі), де висадка відбулася в ніч проти 24 грудня. Того ж дня «Сагірі» був потоплений нідерландським підводним човном HNLMS K XVI. На есмінці здетонував кормовий погріб боєзапасу, загинув 121 член екіпажу. Ще 120 осіб урятували есмінець «Сіракумо» і тральщик W-3.